# 뒤쥐브루시
뒤쥐브루시(Brucepattersonius soricinus)는 비단털쥐과에 속하는 남아메리카 설치류의 일종이다. 브라질에서 발견된다.